# Península de Virginia
La península de Virginia es una península en el sureste del estado de Virginia, Estados Unidos. Limitada por el río York, río James, Hampton Roads y la bahía de Chesapeake. A veces se lo conoce como la península Inferior, para distinguirla de otras dos penínsulas localizadas más al norte, la península Middle y el Northern Neck.
Es el sitio del histórico Jamestown, fundado en 1607 como primer asentamiento inglés en América del Norte. Ubicados geográficamente en los condados del noroeste, los condados de Charles City y New Kent son parte de la península de Virginia. En el siglo XXI, también se consideran parte de la región de Richmond-Petersburg. El resto de la península de Virginia es parte de Virginia Beach-Norfolk-Newport News, VA-NC MSA (área estadística metropolitana) con una población de aproximadamente 1,8 millones. El Hampton Roads MSA es el nombre común para el área metropolitana que rodea el cuerpo de agua del mismo nombre. Es la séptima área metropolitana más grande en el sudeste y la 32.ª más grande en los Estados Unidos.
La porción de tierra de Hampton Roads se ha dividido históricamente en dos regiones, la península de Virginia o la península en el lado norte, y las carreteras de South Hampton en el lado sur. (Localmente, South Hampton Roads se denomina comúnmente "Southside", pero esto no debe confundirse con "Southside Virginia", una región separada de la parte central sur de Virginia ubicada más hacia el interior). Más recientemente, los límites de Hampton El área metropolitana de las carreteras se ha expandido para incluir los dos condados más al sur de la península Middle, al otro lado del río York desde la península de Virginia.
- Datos: Q2553780
- Multimedia: Virginia Peninsula / Q2553780